# Renealmia brachythyrsa
Renealmia brachythyrsa är en enhjärtbladig växtart som beskrevs av Ludwig Eduard Loesener. Renealmia brachythyrsa ingår i släktet Renealmia och familjen Zingiberaceae.
Artens utbredningsområde är Kamerun. Inga underarter finns listade i Catalogue of Life.